# Alfred Strejček

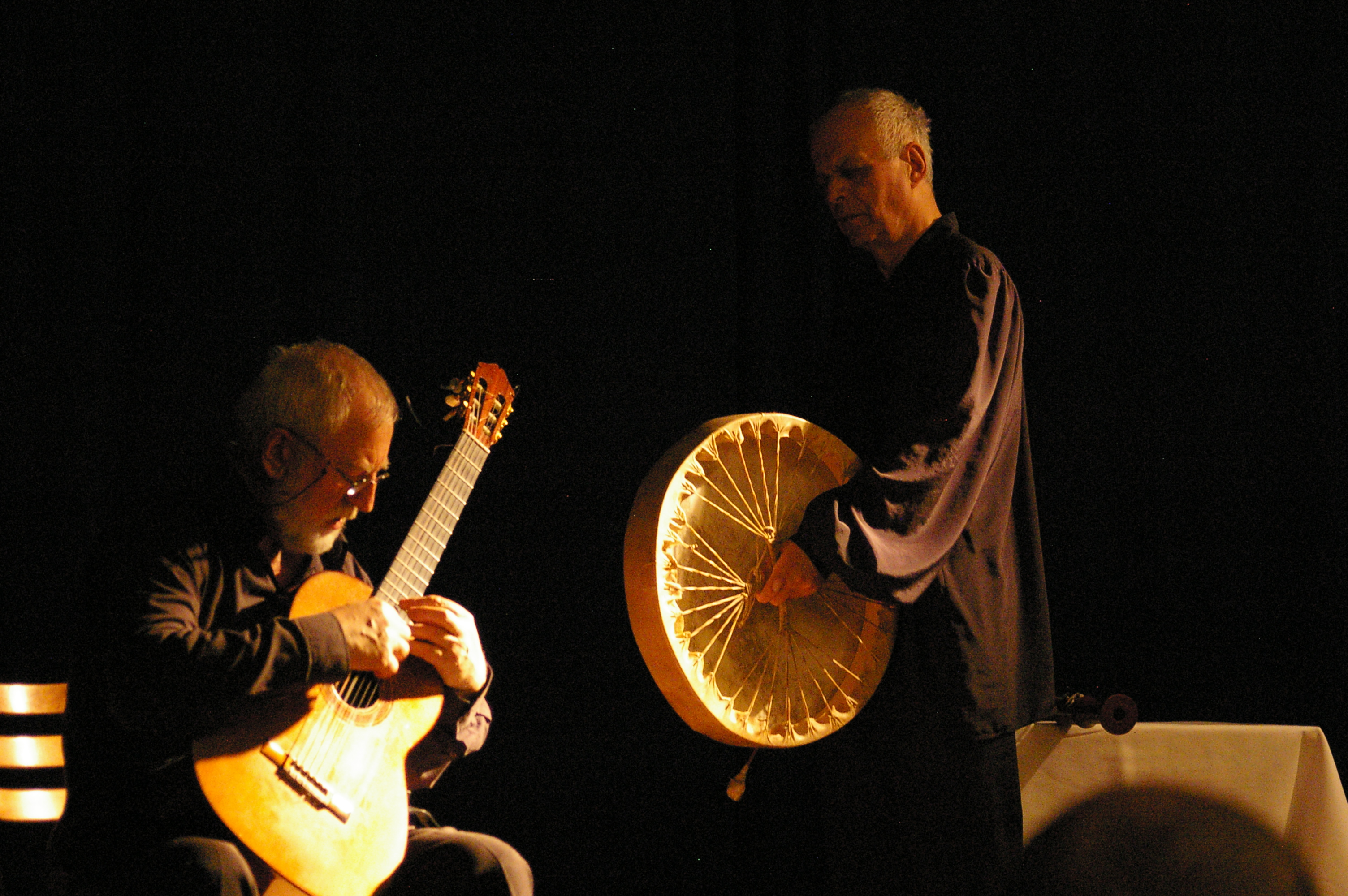
Štěpán Rak a Alfred Strejček na České Konferenci v Poděbradech při představení Vivat Comenius, 2010

Alfred Strejček (* 24. listopadu 1941 Praha) je český divadelní a filmový herec, moderátor a recitátor.

## Život
Pochází z pražské rodiny, otec byl úředníkem a matka dělnice. V Kutné Hoře studoval strojní průmyslovku, tam se v sedmnácti letech začal věnovat zpěvu, uměleckému přednesu a divadlu. V roce 1964 vystudoval činoherní herectví na Janáčkově akademii múzických umění v Brně. Během vysokoškolského studia hostoval v operetním souboru olomouckého Divadla Oldřicha Stibora (působil na místě druhého basu). Po návratu do Prahy hrál nejdříve v Divadle Jiřího Wolkera a v roce 1968 v experimentálním divadle Maringotka, hrál také ve Státním divadle Brno. Brzy se ovšem stal členem souboru Divadlo za branou. Jeho angažmá bylo přerušeno povinnou vojenskou službou. V letech 1971–1988 byl angažován v Divadle E. F. Buriana, jako recitátor se uplatnil v poetické vinárně Viola a v televizních Chvilkách poezie. Patnáct let uváděl v Československé televizi přímé přenosy jazzového cyklu Hudební studio M. Režisér Otomar Krejča mu nabídl místo také v Divadle za branou II, obnoveném roku 1989. Od té doby je na volné noze.
Roku 2017 onemocněl Guilain-Barrého syndromem, při němž ochrnul. Po ročním pobytu v nemocnici začal s rehabilitací v Kladrubech a roku 2020 v sanatoriu Charlotta v Prosečnici.
V červenci 2023 se oženil se svou dlouholetou partnerkou Jitkou Molavcovou, herečkou, zpěvačkou, spisovatelkou, muzikantkou a moderátorkou. Jeho první manželkou byla od roku 1980 atletka Jarmila Nygrýnová s níž měl dcery Lenu a Kristinu. Od první dcery má vnoučata Emu a Petra.

## Další práce mimo divadelní scénu
- Jeho hlavním tvůrčím počinem je Vivat Comenius, pořad o J. A. Komenském. Byl jeho autorem a interpretem, připravoval jej s kytaristou Štěpánem Rakem tři roky. Pořad byl poprvé uveden ke 400. výročí narození J. A. Komenského v roce 1992 a od té doby se hrál už v pěti jazykových mutacích (česky, rusky, anglicky, německy a latinsky) ve více než třiceti zemích světa.[8][9]
- Patřil mezi hlavní tvůrce festivalu Ortenova Kutná Hora, který se koná od roku 1993.
- V roce 2012 vytvořil Pořad o Františku Vladislavu Hekovi, který uvedl na Festivalu F. L. Věka v Dobrušce s violoncellistou Petrem Nouzovským.
- Patří také mezi významné české moderátory, soustřeďoval se zejména na moderování hudebních pořadů a různých kulturních akcí ve dvojici s Jitkou Molavcovou, s níž vystupoval po Čechách s dramatizací středověké skladby "Oráč a Smrt", nebo v doprovodu kytaristy Štěpána Raka.
- Vyučoval na Pražské konzervatoři jako profesor uměleckého přednesu a byl externím pedagogem rétoriky a komunikačních dovedností na Palackého univerzitě v Olomouci.
- Od roku 1960 spolupracoval s Československým (dnes Českým) rozhlasem.[10] Rozhlasový archiv obsahuje přes tisíc pořadů, na kterých se podílel. V roli vypravěče vystupoval v dramatizacích románů Jaroslava Foglara, Arthura Ransomeho i jiných autorů, na kterých se podílel spolu se spisovatelem Jiřím Hromádkem, kytaristou Štěpánem Rakem a dalšími. Na Dvojce Českého rozhlasu do roku 2017 nepravidelně moderoval nedělní Dobré ráno, Česko![10] V roce 2016 účinkoval v desetidílné četbě na pokračování románu Hermana Melvilla První plavba (překlad: Jarmila Rosíková, rozhlasová úprava: Alena Heroutová, režie: Ivan Chrz).[11]

## Práce pro rozhlas
- 1968 Moudrý zlatník, pohádka Boženy Němcové o zlatníku Radošovi a němé princezně Liběně. Hráli: Alfréd Strejček (zlatník), Růžena Merunková, Zdeněk Řehoř, Vladimír Hlavatý, Libuše Havelková, Karel Beníško, Karel Houska, František Kovářík, Jaroslava Pokorná, Světla Amortová, Jana Andresíková a Jaromír Spal, režie: Miloslav Disman.
- 1976 Stendhal: Kartouza parmská, dvoudílná četba, překlad Miloslav Jirda, četli: Fabrizzio del Dongo (Alfred Strejček), Gina San Severinová (Věra Galatíková), hrabě Mosca (Martin Růžek), Klélie (Jana Preissová), Conti (Josef Patočka), Kníže (Čestmír Řanda), generální prokurátor Rassi (Antonín Hardt), Cecchina (Daniela Hlaváčová), markýza Raversiová (Karolína Slunéčková), Marietta (Jana Drbohlavová), Giletti (Alois Švehlík), herec (Artur Šviha), hlas (Milan Mach) a Fontana, generál (Vladimír Pospíšil); režie: Miroslava Valová.[12]
- 1976 Johann Wolfgang Goethe: Utrpení mladého Werthera, připravil Jan Kuneš, překlad E. A. Saudek, režie: Josef Melč, účinkují Alfred Strejček (Werther) a Zdeněk Buchvaldek (úvod).
- 2006 Jakob Wassermann: Kašpar Hauser, zpracováno v Českém rozhlasu v roce 2006 jako dvanáctidílná četba na pokračování. Z překladu Evy Pilařové pro rozhlas připravil Stanislav Migda, v režii Aleše Vrzáka četli: Hana Kofránková, Petr Křiváček, Alfred Strejček a Kryštof Hádek.[13]

## Ocenění
- V roce 2011 byl Alfred Strejček jmenován čestným občanem Kutné Hory.[14] Město si oblíbil za studií, kdy tam hrál první studentské divadlo.
- Za pořad Vivat Comenius získal ocenění UNESCO.[zdroj⁠?!]
- V roce 2020 získal Cenu Františka Filipovského za dlouhodobé herecké mistrovství v dabingu.[15][16]
- V lednu 2022 byl generálním ředitelem Českého rozhlasu René Zavoralem uveden do Rozhlasové síně slávy.[17]

## Televize
- 1966 Malá mořská víla (TV pohádka) – role: princ